# 羅江 (正德進士)
羅江（？—？），字孔殷，雲南雲南府嵩明州人，民籍，明朝政治人物。

## 生平
正德五年（1510年）庚午科雲貴鄉試舉人，九年（1514年）甲戌科三甲第一百十名進士。授建昌府推官，曾署理南城縣事，卒於官。羅江任建昌府推官時患病，其妻李氏曾割肉作藥引，去世後扶柩歸里，因哀痛而失明，遇到寇盜，抱遺像投水，被母姊救起，嘉靖年間旌表節婦。